# Ryszard Postawka
Ryszard Jan Postawka (ur. 26 grudnia 1953 w Krakowie) – polski nauczyciel, działacz opozycji w PRL.

## Edukacja i praca
Ukończył studia na Politechnice Krakowskiej jako magister inżynier mechanik. W latach 80. i 90. kontynuował studia podyplomowe (w roku 1989 ukończył studium  pedagogiczne, w 1993 roku kurs kwalifikacyjny uprawniający do nauczania informatyki, w 1999 roku uzyskał I stopień specjalizacji zawodowej, w 2001 roku stopień nauczyciela dyplomowanego oraz uprawienia egzaminatora Okręgowej Komisji Egzaminacyjnej, w 2002 roku ukończył studia podyplomowe z przedsiębiorczości). 
Po ukończeniu studiów mechanicznych w Krakowie pracował w Nowotarskich Zakładach Przemysłu Skórzanego „Podhale” w Nowym Targu, skąd został zwolniony w wyniku internowania. Przez pewien czas pracował w Zakładzie Budownictwa Komunalnego w Nowym Targu. Po kilku latach niemożności uzyskania pracy, w 1988 roku rozpoczął pracę jako nauczyciel techniki w szkole podstawowej w Szczawnicy, a w rok później w liceum ogólnokształcącym w Krościenku. W 1991 roku objął stanowisko dyrektora liceum ogólnokształcącego w Krościenku. Pełnił tę funkcję przez 7 lat. W tym czasie szkoła została rozbudowana o jedno piętro (dzięki środkom pozabudżetowym), powstało laboratorium językowe na 20 stanowisk, jedna z pierwszych w województwie pracownia komputerowa (9 komputerów Macintosh), kotłownia olejowa, nawiązana została współpraca ze szkołą we Francji (trwająca 10 lat wymiana uczniów). W 2011 roku przeszedł na emeryturę.

## Działalność opozycyjna w PRL
Był działaczem NSZZ „Solidarność” w Nowotarskich Zakładach Przemysłu Skórzanego „Podhale” w Nowym Targu, członkiem prezydium Komisji Zakładowej, przewodniczącym Komitetu Organizacyjnego Samorządu Pracowniczego. Uczestniczył w pracach MKZ „Małopolska” w Krakowie, utrzymywał kontakty z działaczami Komitetu Obrony Robotników, z którymi był związany jeszcze w czasach studenckich. Kolportował wydawnictwa niezależne. Po wprowadzeniu stanu wojennego został internowany. Przebywał w obozach  w Załężu, Uhercach i w Nowym Łupkowie do 25 listopada 1982 roku. Później angażował się w działalność podziemną, organizował pomoc internowanym i prześladowanym, zainicjowaną przez jego żonę Małgorzatę w czasie, gdy był internowany. Prowadził wraz z żoną w ich domu bezpłatne wczasy dla prześladowanych opozycjonistów.

## Praca społeczna w III Rzeczypospolitej
W 1989 roku wszedł w skład Komitetu Obywatelskiego „Solidarność” województwa nowosądeckiego. W 1990 roku był członkiem redakcji gazety „Most”, organu Komitetu Obywatelskiego „Solidarność” gminy Krościenko. W latach 1994–1998 działał jako Przewodniczący Rady Gminy Krościenko nad Dunajcem. W latach 1998–2002 pełnił funkcję radnego powiatu nowotarskiego. Później wchodził w skład m.in. Rady Sołeckiej Krościenko-Centrum.

## Odznaczenia
- Krzyż Wolności i Solidarności[6] – odznaczony na mocy Postanowienia Prezydenta Rzeczypospolitej Polskiej z dnia 14 października 2015 roku za zasługi w działalności na rzecz niepodległości i suwerenności Polski oraz respektowania praw człowieka w Polskiej Rzeczypospolitej Ludowej
- Złoty Medal za Długoletnią Służbę
- Medal Komisji Edukacji Narodowej
- Nagroda Kuratora Oświaty
- Nagroda Starosty Nowotarskiego[1].

## Życie prywatne
Ryszard Postawka jest synem Maksymiliana (1911–1996) i Janiny z domu Orlińskiej (1915–1990). 17 lipca 1976 roku w Grywałdzie ożenił się z Małgorzatą Wiktorią Stępczyńską (ur. w 1955 roku), z którą ma dwoje dzieci: Dominikę (ur. w 1977 roku), późniejszą Cięciel, i Jakuba Ryszarda (ur. w 1985 roku).
Mieszka przy ulicy Pienińskiej w Krościenku nad Dunajcem.